# Kennedy Summers
Kennedy Summers, née le 3 mars 1987 à Berlin en Allemagne, est un mannequin, une actrice et une opératrice de marché en bourse américaine. Après avoir été Miss Décembre 2013 pour le magazine Playboy, elle a été choisie comme Playmate de l'année en 2014 (photos par Josh Ryan).

## Jeunesse
Kennedy Summers est née dans une famille de militaires en poste à Berlin, et a grandi à Hampton, en Virginie. Son père a servi dans l'armée des États-Unis et sa mère était une linguiste et cryptographe russe. Outre l'anglais, elle parle allemand et italien.

## Carrière
Kennedy Summers a commencé le mannequinat à l'âge de 14 ans. Elle a cessé cette activité après avoir posé pour Playboy.
Après avoir travaillé pendant un peu plus de 7 ans pour le magazine Playboy et avoir été approchée par Equities.com, Summers travaille de 5h30 à 8h00 en tant que « day trader » dans le trading d'actions. Elle a travaillé notamment pour Equitable et pour Fox Business Funding.
Kennedy Summers est désormais médecin depuis septembre 2019.

## Vie personnelle
Kennedy Summers a obtenu un diplôme en anthropologie au Mary Baldwin College. Elle est également titulaire d'une maîtrise en administration des soins de santé. Elle a ensuite poursuivi ses études à la Carribbean Medical University, la faculté de médecine de Curaçao, afin de devenir médecin.

## Filmographie
| Année | Titre                              | Rôle              | Notes           |
| ----- | ---------------------------------- | ----------------- | --------------- |
| 2016  | Back Stabber                       | Diamond           | 1 épisode       |
| 2017  | The Last Movie Star                | La belle femme #2 | Caméo           |
| 2018  | Puppet Master : The Littlest Reich | Goldie            | Rôle secondaire |
| TBA   | Muck : Chapitre 1                  | Andrea Doria      | Pré-production  |